# おちあやか
おち あやか（1981年12月8日 - ）は、日本の声優。大阪府出生、兵庫県神戸市出身。旧芸名：越智 綾香（読みは同じ）。以前はマルチックアイに所属していた。

## 経歴・人物
声優新入生6人（伊藤かな恵、大坂有未佳、越智綾香、河津玲奈、栗田美穂、清水若菜）で「りらちっち」という声優ユニットを作っていたが、2007年1月28日解散。
- 大の辛党で、「激辛」という文字を見ると挑戦する。
- 猫を2匹飼っている。名前は「ひらめ」と「きなこ」。
- バレンタインチョコレートは貰うほうが多く、「甘いものは苦手」と言うと翌年に豚キムチを貰ったことがある

趣味：一人カラオケ、ジグソーパズル、絵を描く、写真を撮る、音楽を聴く
特技：イラストを描くこと、神戸弁

## 出演作品

### テレビアニメ
2006年
- 妖逆門（ナミ、不見鳥、華朧(少女)、いつまで、子くらぎ、女ぷれいや、妖C、謎の声A）
- LEMON ANGEL PROJECT（矢沢きよみ、羽田アリス、智の母、エリカの母）

2007年
- 大根刑事（さんまさん）
- 猫ラーメン（まりこちゃん）

### OVA
- くりいむレモン New Generation（2006年、生徒）

### ゲーム
- オンラインゲームエコマジ!（デイジー）
- 「わざぼー」コロコロイチバン!特製ゲーム＆スクープ 冒険バトルDVD（2006年[注 1]、ウルフ部下A）
- アガレスト戦記（2007年、キュア）

### ドラマCD
- ケータイ少女 ドラマCD 〜2回目のクリスマス〜（2006年）
- サナリカ〜おはなしCD（2007年、神前レン）
- 天使祝詞（2007年）
- 集英社ドラマCD NEEDLESS ニードレス リバーサルブレイン（2007年、テスタメント）
- ドラマCD いま、会いにゆきます（2008年）

### その他声優業
- ライブチャットモデル・タレントの穴/メイド編（dwango）
- オンラインゲーム『ベルアイル』キャンペーンキャラクター（ナラミ）

### ラジオ
- アニメ魂 こえっち 〜ろーど・とぅ・LAP〜 - ラジオ大阪
- V-Kingdom ゲスト出演- ラジオ大阪
- 激闘!アイドル予備校- ラジオ大阪

### Webラジオ
- りらちっちのRADIOぱれっと（アキバ系BBチャンネル 2006年4月7日〜 ）
- 清水香里のしながらじおゲスト出演（ケータイサイト『声優V-STATION』）
- アニメ店長!子安武人のVOICEきゃらびぃアシスタント（アニメイトTV2006年6月1日〜）
- たのラジ☆全力投球！！

#### CM
- アニメイトTV内　店舗アコス紹介CM
- BS-i 『漫画喫茶都市伝説 呪いのマンナさん』DVD発売記念イベント告知CM
- BS-i 『漫画喫茶都市伝説 呪いのマンナさん』DVD発売告知CM

### イベント
- 「Kaoryclub presents「ちゅーどく」」（2006年3月19日、渋谷TAKE OFF 7）
- 「東京国際アニメフェア 2006」（2006年3月25日・26日、東京ビッグサイト）
- 「GIRLs-RockPop stadium vol.6〜夏だ！夏だ！夏だぁ！〜」（2006年8月5日、表参道FAB）
- 「“ナナドラ”サマー2006」
  - 「“ナナドラ”サマー2006 〜夏の終わりにもう一発！〜」（2006年8月26日、新宿RUIDO K4）
  - 「“ナナドラ”サマー2006 vol.2」（2006年8月20日、新宿RUIDO K4）
- 「Pretty2」
  - 「Pretty2」（2006年8月27日、赤坂move）
  - 「Pretty2」（2006年10月1日・11月5日、L@N Akasaka）
  - 「Pretty2」（2006年10月15日・11月19日、赤坂otonami）
- 「わしみず〜トークの日SP〜」（2006年10月9日、渋谷TAKE OFF 7）
- 「アキバ系BBC クリスマス公開録音イベント〜保健室でRADIOパレット♪ ライブもあるよ！〜」（2006年12月17日、中目黒GTプラザホール）
- 「Side of Acoustic」（2007年1月27日、中目黒GTプラザホール）
- 「LOVE JET PARTY」（2007年1月28日、秋葉原石丸電気SOFT2）

### CD

#### マキシシングル
- ピーチDAYS (2006年8月25日)※TVドラマ激闘!アイドル予備校EDをりらちっちとして担当